# Antiacide
Wikipédia ne donne pas d'avis médical : seul un professionnel (médecin, pharmacien, etc.) est habilité à le faire.

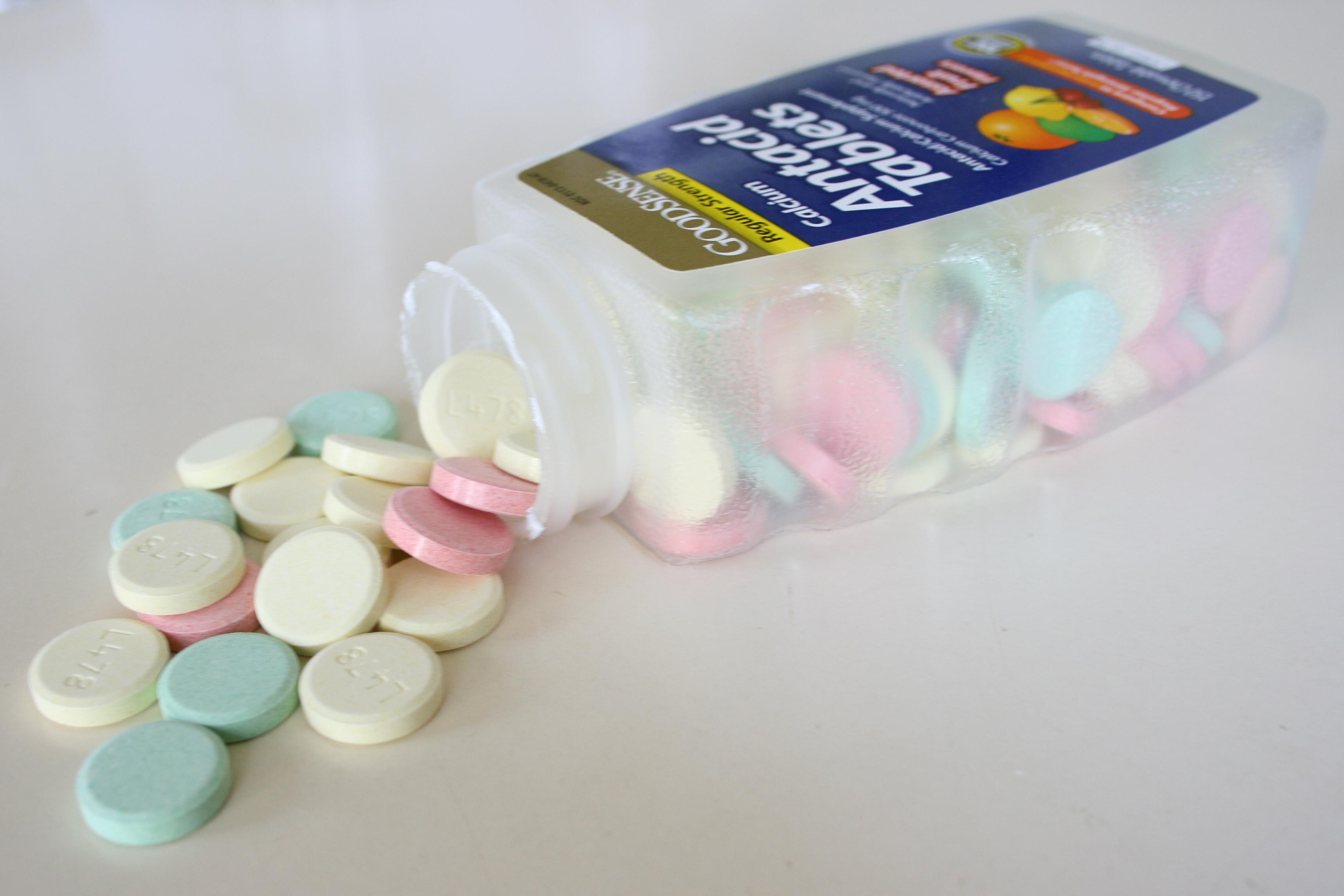
Flacon d'antiacide

Un antiacide est une substance, généralement basique, qui neutralise l'acide gastrique ou limite la production d'acide dans l'estomac (inhibiteurs de la pompe à protons ; sucralfate...). Il est prescrit contre le reflux gastrique (remontées acides de l'estomac vers l’œsophage), source de brûlures d’estomac.

## Molécules utilisées
Inhibiteurs de la pompe à protons (IPP) : Ésoméprazole, Oméprazole, Lansoprazole, Rabéprazole, Pantoprazole...
Antiacides à action locale : Alginate de sodium/Bicarbonate de sodium.

## Source potentielle de risque allergique
Les antiacides sont depuis longtemps considérés comme à faible risque, mais on s'inquiète de leur sur-utilisation, et on a récemment montré que les patients auxquels on a prescrit un traitement antiacides risquent ensuite environ deux fois plus de se voir prescrire des médicaments tels que des antihistaminiques destinés à soigner les allergies respiratoires (rhume des foins, asthme). L'étude ne dit pas encore si c'est le médicament antiacide qui provoque des allergies, mais c'est un indice de plus en faveur d'un lien causal (une étude publiée en 2018 avait fait le même constat chez les nourrissons victimes de reflux et sous traitement antiacide). Une hypothèse explicative est que dans un estomac moins acide, certaines protéines insuffisamment dégradées, pourraient induire une sensibilisation du système immunitaire et/ou déclencher une allergie chez un patient souffrant d'allergie alimentaire. Ceci a été observé chez des souris de laboratoire allergiques.
En Autriche, lors de l'étude publiée en 2019, les plus de 60 ans étaient cinq fois plus susceptibles de se voir prescrire un médicament antiallergique s'ils avaient déjà pris un antiacide (par rapport à des patients non traités par des antiacides). Les moins de 20 ans étaient moins sensibles à ce risque (seulement 1,5 fois plus élevée chez eux). Cette étude a intégré les allergies respiratoires, alors que les études antérieures basées sur le modèle animal recherchaient des allergies alimentaires et non respiratoires.
D'autres études laissent penser qu'ils pourraient dégrader la fonction immunitaire et augmenter les risques d'infections bactériennes (probablement parce qu'ils pourraient perturber l'équilibre de la flore intestinale).